# Läppning
Läppning är en term för finbearbetning av metallytor och är en särskild typ av slipning där två material gnids mot varandra med ett slipmedel emellan.
Ämnet som skall bearbetas roteras oscillerande mot en skiva gjord av gjutjärn belagd med en finkornig slippasta, vilket ger en god ytplanhet på ämnet.